# كوسيإي ناكامورا
كوسيإي ناكامورا (باليابانية: 中村 幸聖) (مواليد 5 أبريل 1981)، هو لاعب كرة قدم ياباني سابق كان يلعب كمهاجم.

## وصلات خارجية
- كوسيإي ناكامورا على موقع رابطة كرة القدم اليابانية للمحترفين (اليابانية)
- كوسيإي ناكامورا على موقع قاعدة بيانات كرة القدم.إي يو (الإنجليزية)
- كوسيإي ناكامورا على موقع عالم كرة القدم.نت (الإنجليزية)